# Johannes Linse

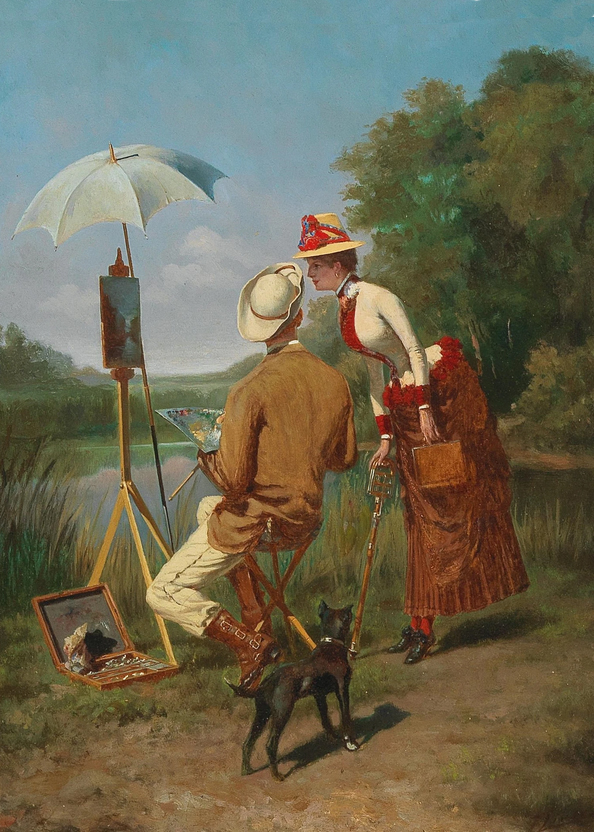
Der Maler und die Zuschauerin

Johannes Linse (* 30. März 1875 in Rotterdam; † 12. Juli 1930 in Den Haag) war ein niederländischer Maler, Aquarellist und Zeichner. 
Linse studierte von 1888 bis 1892 an der Academie voor Beeldende Kunsten Rotterdam unter der Leitung von Alexander Henri Robert van Maasdijk und danach nach 1906 an der Koninklijke Academie van Beeldende Kunsten in Den Haag.
Linse lebte und arbeitete in Rotterdam bis 1906, in Den Haag bis 1927, dann in Wassenaar, ab 1929 wieder in Den Haag. 
Er malte, aquarellierte und zeichnete, zunächst naturalistisch-expressionistisch, Landschaften, Stillleben und vor allem Porträts. Später widmete er sich mehr der dekorativen Kunst. Er schuf Wandmalereien im Koninklijke Schouwburg Theater in Den Haag und entwarf Glasfenster (z. B. Im Haager „Bijenkorf“-Kaufhaus).